# Вальденфельс, Бернхард
Бернхард Вальденфельс (нем. Bernhard Waldenfels, 17 марта 1934, Эссен) — немецкий философ-феноменолог.

## Биография
Изучал философию, психологию, классическую филологию, теологию в Бонне, Мюнхене, Инсбруке, Париже. C 1975 издаёт журнал «Философское обозрение» и книжную серию «Переходы: Тексты и исследования в области действия, языка и жизненного мира» (совместно с Р. Гратхоффом). В 1976—1999 — профессор философии в Рурском университете, с 1999 — почётный профессор.
Был приглашённым профессором в Роттердаме (1982), Париже (1984), Нью-Йорке (1987, 1999), Риме (1989), Дебрецене (1992), Праге (1993), Вене (2002), Гонконге (2004) и др.

## Интересы
Развивал идеи Гуссерля и Шютца, синтезируя их с исканиями французской философии (Мерло-Понти, Левинас, Фуко, Деррида).

## Труды
- Das sokratische Fragen, Meisenheim: A. Hain 1961
- Das Zwischenreich des Dialogs. Sozialphilosophische Untersuchungen in Anschluß an E. Husserl, Den Haag: M. Nijhoff 1971 (на яп. яз. 1986)
- Der Spielraum des Verhaltens, F./M.: Suhrkamp 1980 (на яп. яз. 1987)
- Phänomenologie in Frankreich, F./M.: Suhrkamp 1983
- In den Netzen der Lebenswelt, F./M.: Suhrkamp 1985, переизд.1994 (на сербохорв. яз. 1991)
- Ordnung im Zwielicht, F./M.: Suhrkamp 1987 (на англ. яз. 1996)
- Der Stachel des Fremden, F./M.: Suhrkamp 1990, 1998 (на словен, чеш. яз. 1998)
- Einführung in die Phänomenologie, München: Fink 1992 (на исп. 1997, кор.. 1998, укр. 2002)
- Antwortregister, F./M.: Suhrkamp 1994
- Deutsch-Französische Gedankengänge, F./M.: Suhrkamp 1995
- Topographie des Fremden — Studien zur Phänomenologie des Fremden 1, F./M.: Suhrkamp 1997 (на пол. 2002, укр. 2004, фр. 2009)
- Grenzen der Normalisierung — Studien zur Phänomenologie des Fremden 2, F./M.: Suhrkamp 1998 (на венг. яз. 2005)
- Sinnesschwellen — Studien zur Phänomenologie des Fremden 3, F./M.: Suhrkamp 1999
- Vielstimmigkeit der Rede — Studien zur Phänomenologie des Fremden 4, F./M.: Suhrkamp 1999
- Das leibliche Selbst, hg. von R. Giuliani, F./M.: Suhrkamp 2000 (на яп. яз. 2004)
- Einführung in die Phänomenologie, München: Fink 1992 (исп.. 1997, кор. 1998, укр. 2002)
- Verfremdung der Moderne, Wallstein: Göttingen; 2001
- Bruchlinien der Erfahrung, F./M.: Suhrkamp 2002
- Spiegel, Spur und Blick. Zur Genese des Bildes, Köln: Salon Verlag 2003
- Findigkeit des Körpers, Norderstedt: Books on Demand 2004
- Phänomenologie der Aufmerksamkeit, F./M.: Suhrkamp 2004
- Idiome des Denkens. Deutsch-Französische Gedankengänge II, F./M.: Suhrkamp (2005)
- Grundmotive einer Phänomenologie des Fremden, F./M.: Suhrkamp 2006 (на пол. яз. 2009)
- Schattenrisse der Moral, F./M.: Suhrkamp 2006
- Philosophisches Tagebuch. Aus der Werkstatt des Denkens 1980—2005, München: Fink 2008.
- Ortsverschiebungen, Zeitverschiebungen: Modi leibhaftiger Erfahrung, F./M.: Suhrkamp 2009.
- Sinne und Künste im Wechselspiel: Modi ästhetischer Erfahrung, F./M.: Suhrkamp 2010.

## Публикации на русском языке
- Повседневность как плавильный тигль рациональности// Социо-Логос. — М.: Прогресс, 1991, с. 39-50.
- Своя культура и чужая культура. Парадокс науки о «Чужом»
- Мотив чужого. Минск: Пропилеи , 1999 (рец.: )
- Сурова Е. Э., Вальденфельс Б. «Жало Чуждого» (Фрагмент) Перевод, предисловие и послесловие // Метафизические исследования. Сознание. — СПб, 1998. — № 5. — С. 161—184